# Riet Schenkeveld-van der Dussen
Riet Schenkeveld-van der Dussen (Rotterdam, 10 oktober 1937) is een Nederlands literatuurwetenschapper en neerlandicus. Ze is als emeritus hoogleraar verbonden aan de Universiteit Utrecht. Ze is gespecialiseerd in historische letterkunde van na 1500, waarbij ze vaak kijkt naar de rol van vrouwen in de literatuur.
Na het gymnasium studeerde Schenkeveld-van der Dussen Nederlands aan de Vrije Universiteit Amsterdam, waar ze in 1968 promoveerde op een proefschrift over Hubert Kornelisz. Poot. In 1987 kreeg ze een aanstelling als hoogleraar aan de Universiteit van Utrecht, waar ze tot haar emeritaat in 2002 bleef werken. Bij haar afscheid hield ze een afscheidsrede over Vondels visie op vrouwen. Tijdens haar emeritaat heeft ze nog vele bijdrages geleverd aan boeken en wetenschappelijke publicaties.
Sinds 1996 is Schenkeveld-van der Dussen lid van het domein geesteswetenschappen van de KNAW.
Schenkeveld was getrouwd met hoogleraar Oudgrieks prof. dr. Dick Schenkeveld (1934-2021) met wie ze een zoon en een dochter kreeg.